# A Monster Like Me

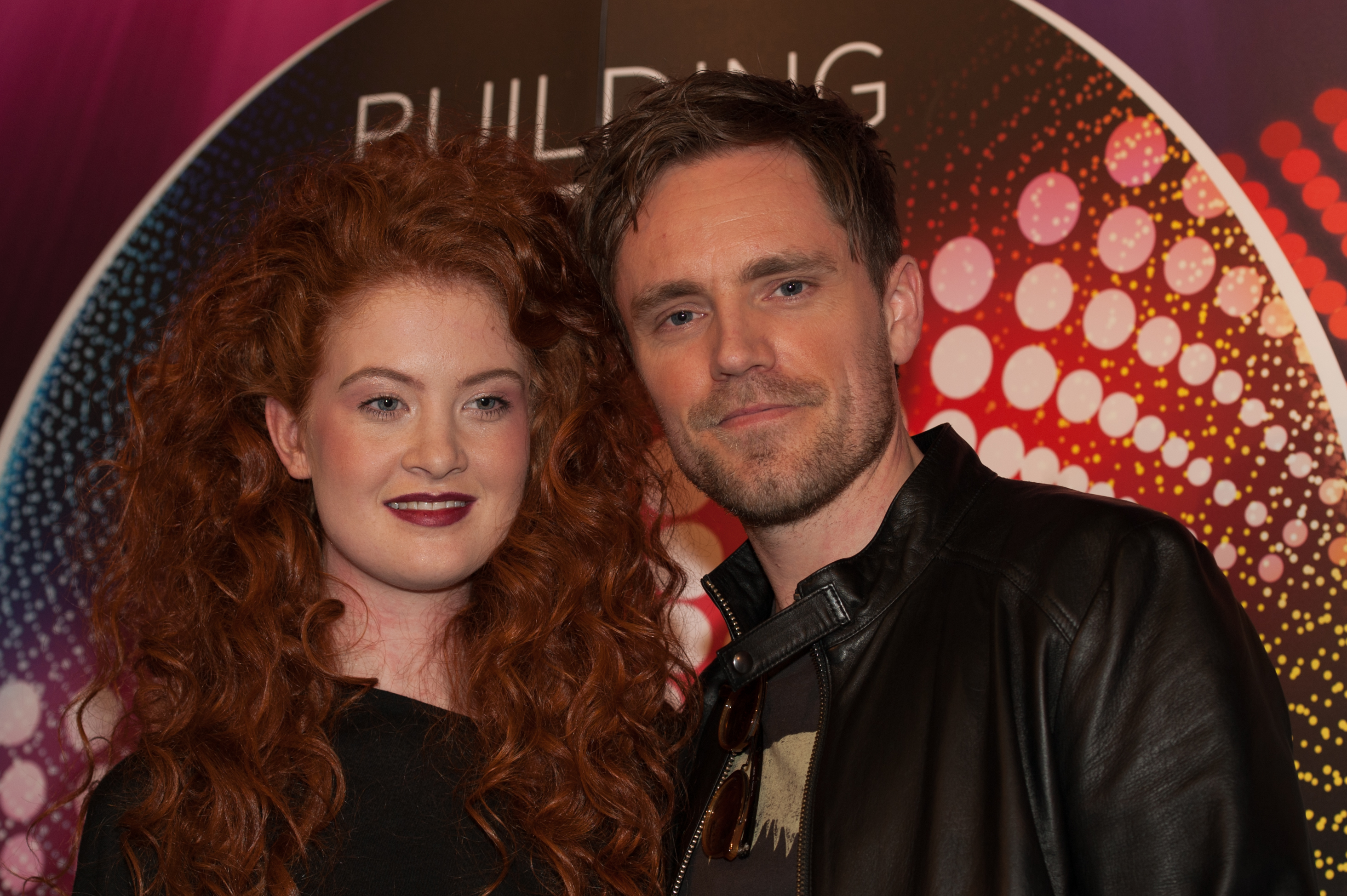
Kjetil Mørland och Debrah Scarlett

A Monster Like Me är en låt från 2015 skriven av Kjetil Mørland och framförd av Mørland och Debrah Scarlett. Låten vann Norsk Melodi Grand Prix 2015 och representerade Norge i Eurovision Song Contest, där den kom på åttonde plats i finalen.